# Vouharte
Vouharte település Franciaországban, Charente megyében. Lakosainak száma 312 fő (2022. január 1.). Vouharte La Chapelle, Coulonges, Saint-Amant-de-Boixe, Saint-Genis-d’Hiersac, Xambes, Genac-Bignac és La Boixe községekkel határos.

## Népesség
A település népessége az elmúlt években az alábbi módon változott:
| Lakosok száma | 280  | 340  | 339  | 328  | 328  | 325  | 329  | 328  | 326  | 312  |
|               | 1968 | 1982 | 1990 | 2006 | 2013 | 2015 | 2017 | 2019 | 2020 | 2022 |